# Lennart Hannerz
Dag Gösta Lennart Hannerz, född 30 juni 1922 i Linköping, död 19 maj 2019 i Lerum, var en svensk forskare och ämbetsman.
Lennart Hannerz blev filosofie licentiat 1953 och filosofie doktor 1956 vid Uppsala universitet. Han arbetade som assistent vid Kristinebergs zoologiska station 1951–1954, byråinspektör vid Fiskeristyrelsen 1954–1956, laborator vid sötvattenslaboratoriet 1956–1959 och vid havsfiskelaboratoriet 1959–1963. Han var laborator och avdelningsföreståndare vid Statens vatteninspektion 1963–1967, blev laborator och sektionschef vid Naturvårdsverket 1967 och var forskningschef där 1969–1975. Hannerz blev överdirektör och chef för Fiskeristyrelsen 1975, från 1980 med generaldirektörs titel, och pensionerades 1987.